# جبريل دومون (مهندس معماري)
جبريل دومون (بالفرنسية: Gabriel Pierre Martin Dumont)‏ (و. 1720 – 1791 م) هو مهندس معماري فرنسي، ولد في باريس، توفي في باريس، عن عمر يناهز 71 عاماً.

## التعليم
تعلم في Académie royale d'architecture ‏
.

## جوائز
حصل على جوائز منها:

جائزة روما